# 龍虎山雙屍案
龍虎山雙屍案是1970年一宗發生於香港龍虎山的謀殺案件，涉及一對情侶被懷疑有精神問題的男子殺害。

## 事發經過
1970年5月17日某間報社接獲一通神秘電話，內容聲稱一對男女伏屍薄扶林龍虎山的叢林。警方接報後隨即派員進行地氈式搜索，數小時在山頂水塘一個山坑內（當時的蒲飛路3號巴士總站對上）發現一具穿深色恤衫和西褲的男屍，雙手被反綁，俯伏於地上；又在山坑附近發現一具女屍，同樣雙手被反綁，其身上有傷痕，頸部有被人以內衣勒過的痕迹，衣服已被扯開露出下體。而在發現男屍附近的泥牆，被人以箱頭筆寫上英文字句「I KILL」（「我殺」之意）。屍體發現地點環境僻靜，需要行一條三百級的石梯始能抵達，是當時的一個情侶拍拖勝地。

## 調查過程
據警方調查，男死者姓名為陸鈞秀，23歲，是港島區高主教書院的教師，居於筲箕灣明華大廈，畢業於香港大學電子工程系；女死者姓名為梁漪清，22歲，是柏立基師範學院一年級學生，居於鰂魚涌濱海街46號。兩人為情侶關係，事發當日是女方生日，估計兩人前往龍虎山拍拖慶生。
調查初期，警方一度將事件列作姦殺案，但驗屍結果證實女死者並無被害強姦，而其胸部有牙齒印，有被非禮的迹象。男女死者之口均被女死者被撕下的內衣塞住，兩人均遭勒斃。
警方懷疑兇手是專以情侶為目標的狂徒，一度加派男女警員喬裝情侶，於各處偏僻的拍拖勝地戒備。
及後警方發現事發前約一個月，在事發地點附近曾發生一宗情侶遭襲擊及性侵犯案件，兩宗案件很可能是同一人所為。當時一名梁姓男子送曾姓女友回家，遭到一名埋伏於叢林中的兇徒襲擊，梁被打暈後，曾姓女友被侵犯，當梁甦醒時兇徒再次試圖襲擊他，然後逃去。據梁描述，該兇徒身高五呎七吋，體格壯碩並略胖，警方據此描述，找到一名住於事發山頂附近破爛石屋的男子，將其列作疑兇。
疑兇姓陳，35歲，被附近街坊稱為「大隻佬」、「傻佬陳」，懷疑患有精神分裂症，熟悉他的街坊稱他每當看到男女親熱行為時就會顯得憤恨，舉止失常。街坊指陳本來任職於紗廠，後來失業，開始在薄扶林道一帶流浪，至事發的一年前獨自遷往山上。
搜証期間，警方監視了陳一個月，並派男女警員喬裝情侶試圖引誘他再度犯案。

## 審判過程
陳姓疑兇被控謀殺陸、梁二人，非禮曾姓女，毆打周、曾二人共五罪。審訊時他木無表情，雙目平視。警方於第4次提堂時向港督申請將他送往青山精神病院，後獲得批准。

## 改編案件的影視作品
- 麗的電視電視劇《十大奇案：薄扶林之虎》（1975），由許紹雄飾演漢瘋變態狂徒，亞視「鎮台之寶」、已故演員兼油尖旺區議會議員劉志榮則飾演男探員調查案件。
- 電影《瘋劫》[2]（1979），由徐少強飾演瘋漢。[4]